# Ernst Otto Schimmel

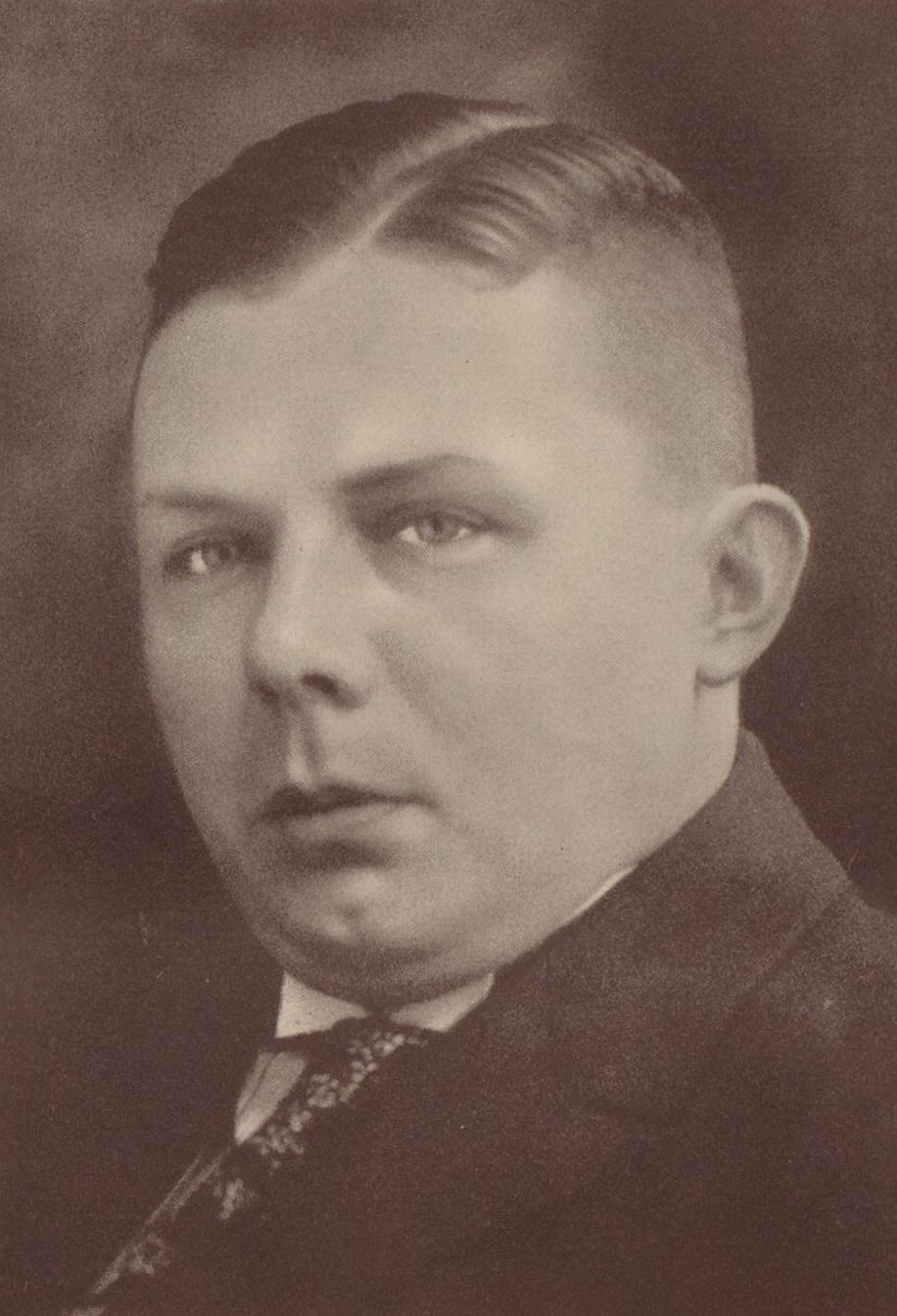
Ernst Otto Schimmel um 1930

Ernst Otto Schimmel (* 14. August 1889 in Zwickau; † 26. April 1930 in Glauchau) war ein deutscher Verwaltungsjurist und Oberbürgermeister von Glauchau. 

## Leben
Als Sohn eines Bürgerschullehrers geboren, studierte Schimmel nach dem Besuch des Humanistischen Gymnasiums in Zwickau Rechts- und Staatswissenschaften in Leipzig. Während seines Studiums wurde er 1910 Mitglied der Burschenschaft Arminia zu Leipzig. Er machte sein Examen, wurde zum Dr. iur. promoviert und war ab 1916 Referendar in Leipzig. Nach seinem Assessorexamen 1916 wurde er Rechtsassessor in Glauchau. Nachdem er 1917 kurze Zeit für den Stadtrat in Leipzig tätig gewesen war, wurde er gerichtlicher Hilfsarbeiter und dann Ratsassessor beim Stadtrat in Glauchau. Er wurde Stadtamtmann, Zweiter juristischer Stadtrat und 1918 Erster juristischer Stadtrat sowie stellvertretender Bürgermeister. 1921 wurde er Bürgermeister, 1924 Erster Bürgermeister und 1929 Oberbürgermeister. 1927 ließ er den Bau der Muldenflutrinne in Glauchau beginnen, die erst unter seinem Nachfolger, Oberbürgermeister Walter Flemming, fertiggestellt wurde.
Schimmel heiratete am 8. Februar 1917 Lina Louise Geipel (1892–1963), Tochter eines Arztes aus Zwickau. Sie war eine Schwester des Pathologen Paul Rudolf Geipel, der vor allem auf ihren Einfluss hin seine bedeutenden Kunst- und Mineralien-Sammlungen der Stadt Glauchau vermachte.
Schimmel starb 1930 im Alter von 40 Jahren nach einem Schlaganfall.

## Ehrungen
In Glauchau trägt eine Straße seinen Namen, hier noch einfach als Otto-Schimmel-Straße, ohne seinen ersten Vornamen, benannt.